# Alsóregmec
Alsóregmec (hongrois : Alsóregmec [ˈɒlʃoːrɛɡmɛt͡s] ; slovaque : Nižný Redmec) est une localité hongroise située dans le comitat de Borsod-Abaúj-Zemplén.

## Nom et attributs

### Toponymie
Le nom de la localité est mentionné pour la première fois en 1277 sous la forme Redemec.

## Histoire
Le nom de la localité est mentionné pour la première fois en 1277 sous la forme Redemec. À cette époque, elle englobait les villages actuels d'Alsóregmec, Felsőregmec et Vily. Ce n'est qu'à partir de 1386 que la localité prend officiellement le nom d'Alsóregmec.
Lors de la guerre d'indépendance de Rákóczi (1703-1711), le village fut entièrement dépeuplé. Par la suite, il fut repeuplé par des colons slovaques et ruthènes.
En 1883, Alsóregmec fut transférée du comitat d'Abaúj à celui de Zemplén.
Le village est également lié à la figure de Ferenc Kazinczy, qui y passa son enfance. Ses parents y possédaient une maison et un domaine. En 1767 et 1768, il y apprit le latin et l'allemand. Après avoir terminé sa formation juridique à Pest en 1784, il revint vivre à Alsóregmec auprès de sa mère. C'est là qu'il fut arrêté le 14 décembre 1794, accusé de participation au mouvement de Martinovics. Il évoque la localité dans ses œuvres Pályám emlékezete (« Souvenirs de ma carrière ») et Fogságom naplója (« Journal de ma captivité »).
En 1801, deux semaines après sa libération, il rencontra Mihály Csokonai Vitéz à Alsóregmec.

## Population

### Minorités culturelles et religieuses
Lors du recensement de 2011, 96,2 % des habitants se déclaraient hongrois, 0,5 % Roumains et 35,5 % slovaques (le total peut dépasser 100 % en raison des déclarations d'identités multiples, tandis que 3,8 % n'ont pas répondu).
Concernant l'appartenance religieuse, 36,6 % des habitants se déclaraient catholiques romains, 3,8 % réformés, 46,4 % grecs-catholiques, et 1,1 % sans affiliation religieuse (11,5 % n'ont pas répondu).
En 2022, 92,1 % des habitants se déclaraient hongrois, 38,4 % slovaques et 0,5 % Roms (7,9 % n'ont pas répondu, et les identités multiples expliquent un total supérieur à 100 %).
Concernant la répartition religieuse, 28,9 % se déclaraient catholiques romains, 9,5 % réformés, 38,4 % grecs-catholiques, 2,1 % appartenant à une autre confession chrétienne et 2,1 % sans affiliation religieuse (18,9 % n'ont pas répondu).

## Équipements

### Réseaux extra-urbains
Alsóregmec est une commune située dans le nord-est de la Hongrie, à proximité de la Slovaquie, à environ 10 kilomètres au nord-nord-ouest de Sátoraljaújhely.
La commune est entourée par plusieurs localités : au nord, Felsőregmec (à 4 km), à l'ouest, Mikóháza (à 2 km), et au sud, Széphalom (quartier administratif de Sátoraljaújhely, à 5 km). Son territoire s'étend vers le sud-ouest sur près de 10 kilomètres au-delà du centre habité, atteignant ainsi la frontière avec Sárospatak.
De l'autre côté de la frontière, en Slovaquie, la localité la plus proche est Čerhov.
Depuis le centre de Sátoraljaújhely et d'autres régions de Hongrie, l'accès routier principal à Alsóregmec se fait par la route principale 37. À la sortie nord de Sátoraljaújhely, il faut emprunter la route 3719, qui traverse Széphalom avant d'atteindre la commune. Cette même route relie également Alsóregmec à Pálháza.
Cependant, la route 3719 ne passe qu'à proximité de la limite sud du village. La rue principale de la localité est une route secondaire, la 37129, qui poursuit son tracé jusqu'au centre de Felsőregmec.
Autrefois, Alsóregmec était desservie par le chemin de fer à voie étroite de Hegyköz (Hegyközi Kisvasút), mais cette ligne a été supprimée. Désormais, la gare la plus proche est celle de Sátoraljaújhely, située sur la ligne ferroviaire reliant Budapest à Sátoraljaújhely. L'ancienne voie ferrée a toutefois été transformée en piste cyclable, offrant un accès aisé au village à vélo.